# Gratiola virginiana
Gratiola virginiana är en grobladsväxtart som beskrevs av Carl von Linné. Gratiola virginiana ingår i släktet jordgallor, och familjen grobladsväxter. Utöver nominatformen finns också underarten G. v. aestuariorum.